# الصدارة (حضرموت)
الصدارة هي إحدى قرى الجمهورية اليمنية. وهي تتبع جغرافيًا لمحافظة حضرموت. وإداريًا لمديرية حجر. يبلغ تعداد سكانها 1963 نسمة حسب الإحصاء الذي جرى عام 2004.